# Halogeton
Halogeton és un petit gènere de plantes de la família de les amarantàcies. Són plantes pròpies d'indrets poc o molt àrids i amb una certa salinitat, parentes de les barrelles que viuen també en aquests tipus d'ambients i que també pertanyien tradicionalment a la família de les quenopodiàcies, abans que el Grup per a la filogènia de les angiospermes proposés incloure tota aquesta família dins de les amarantàcies.
L'etimologia del nom científic ve del grec halós (sal) i geitõn (veí), per que aquestes plantes viuen en ambients salins (halòfits).
Als Països Catalans podem trobar una única espècie d'aquest gènere, l'Halogeton sativus (la barrella d'Alacant), una planta pròpia del SW del Mediterrani que viu en indrets secs, nitrogenats i una mica salins del litoral d'Alacant. L'epítet específic "sativus" ens indica que antigament s'havia cultivat, per a recolectar-la i fer-ne sosa.

## Descripció
Són herbes anuals, ramificades, amb fulles carnoses, alternes, semi-cilíndriques, mucronades. Les flors menudes (com en tots els representants de la família) s'agrupen en glomèruls pilosos, densos, axil·lars. A diferència dels membres de Salsola, no totes les flors de la inflorescència tenen bracteoles, només les exteriors; i les granes dins del fruit es disposen verticalment (no horitzontalment, com a Salsola).

## Taxonomia
El gènere va ser descrit per Carl Anton von Meyer i publicat el 1829. L'espècie tipus és Halogeton glomeratus (M.Bieb.) Ledeb.
Segons "Plants of the World Online" hi ha únicament 3 espècies acceptades, encara que segons altres fonts en poden haver al voltant d'una dotzena:
- Halogeton arachnoideus (Bunge) Moq.
- Halogeton glomeratus (M.Bieb.) Ledeb.
- Halogeton sativus (L.) Moq.

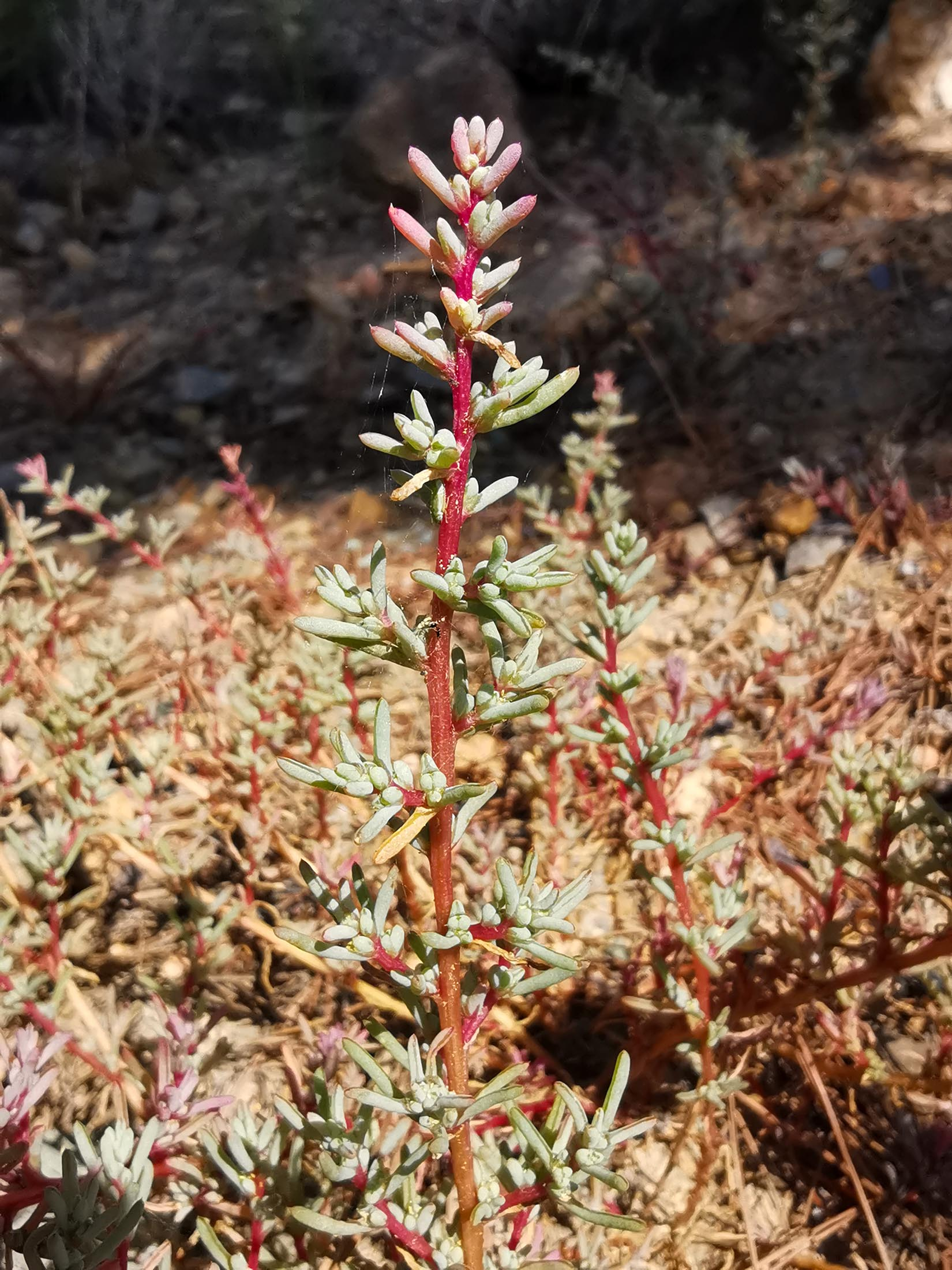
H.sativus, tija amb fulles alternes cilíndriques, suculentes
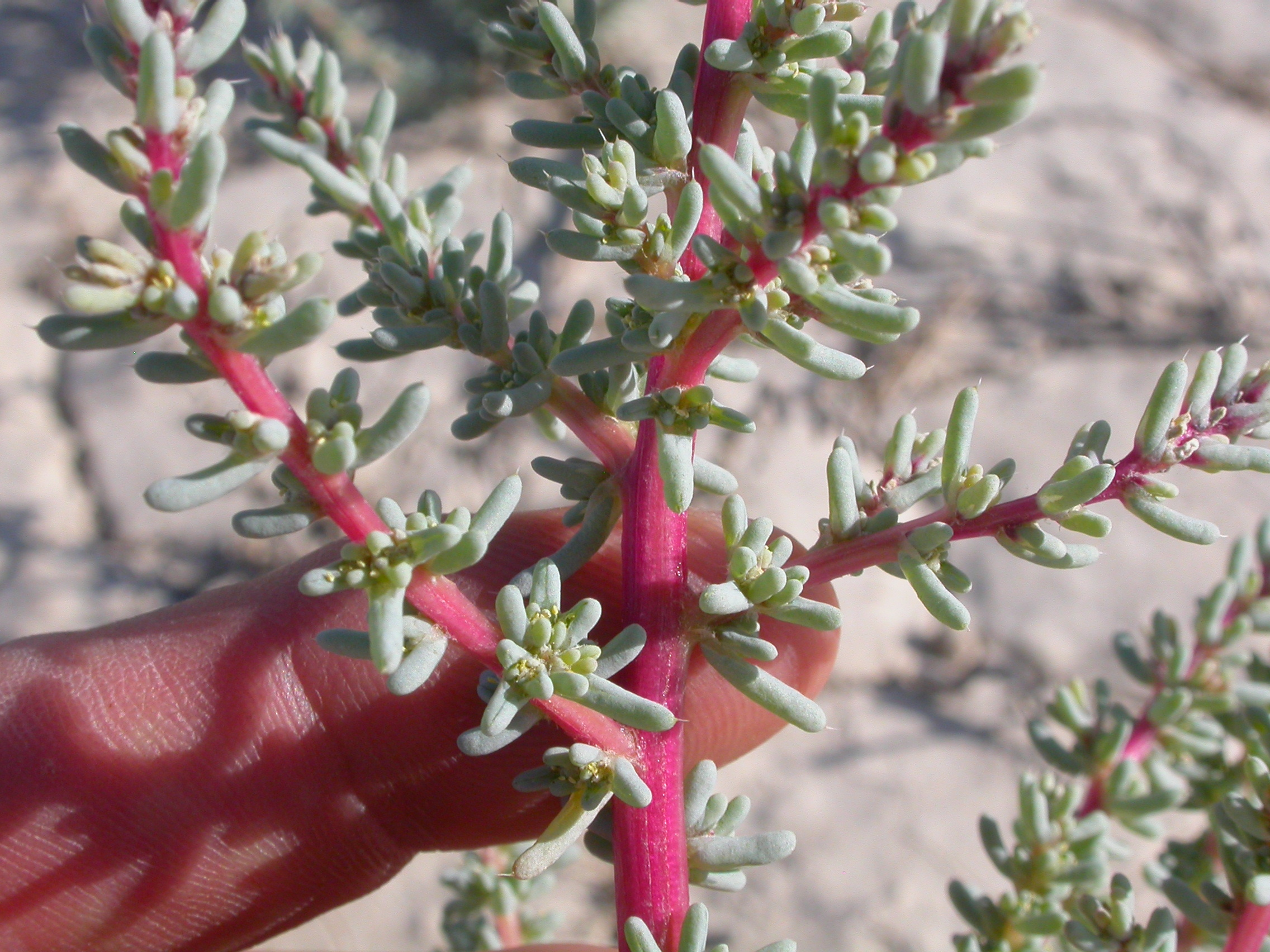
H.glomeratus, tija i fulles mucronades
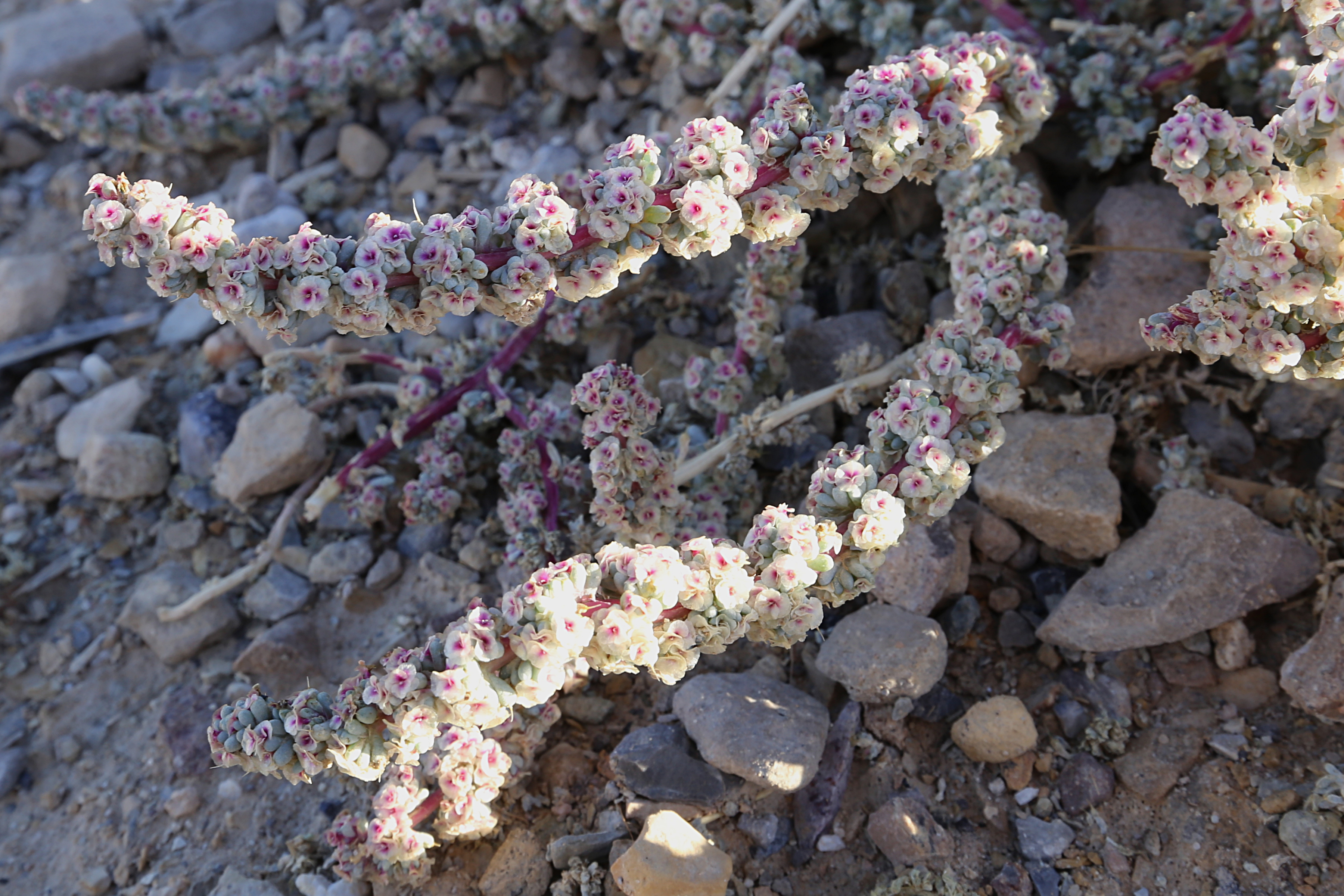
H.glomeratus, fruits madurs amb tèpals membranosos alats
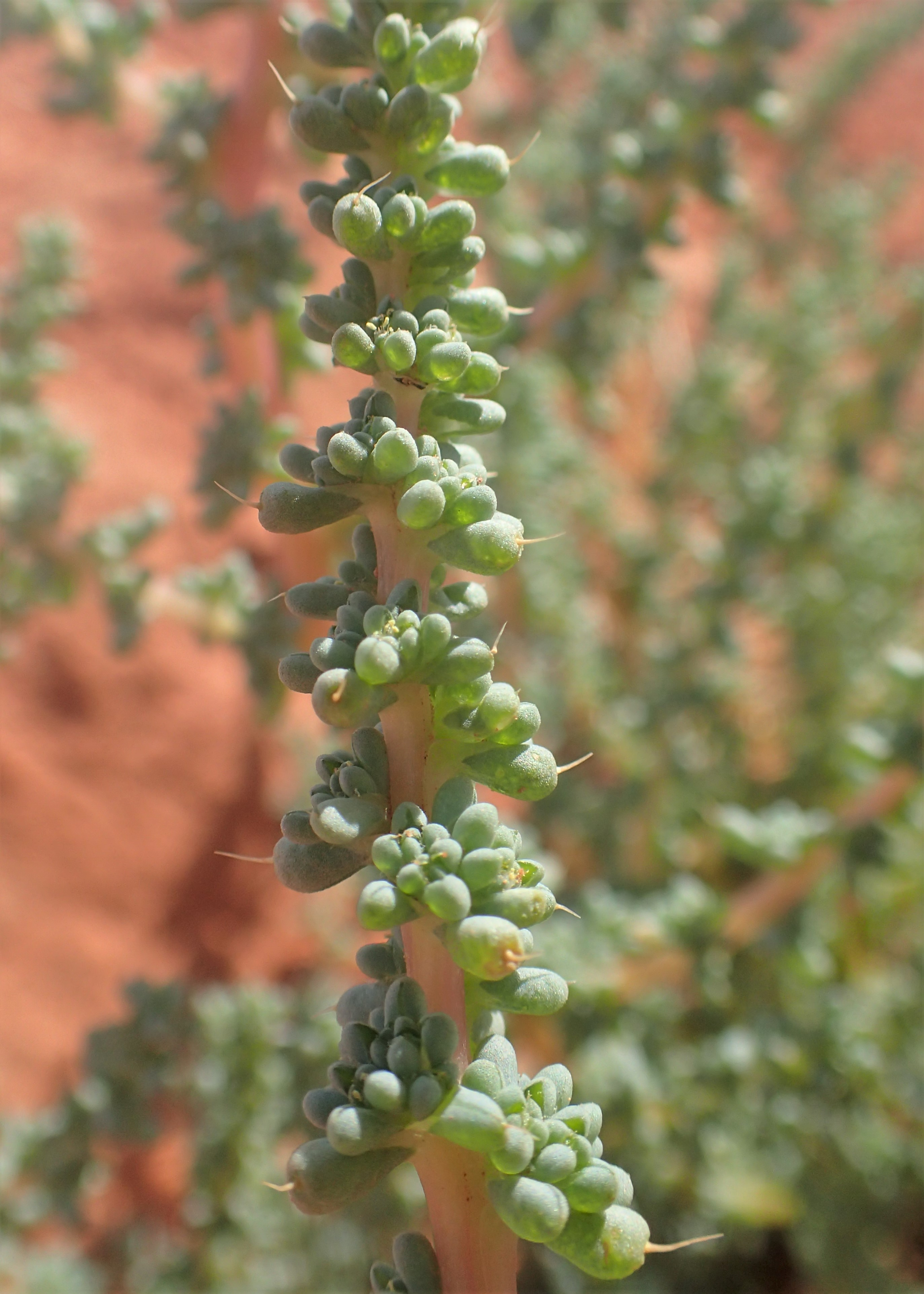
detall de tiges on s'observen algunes petites flors aglomerades